# Fumolenta
La Fumolenta (Fumlenta in parmigiano) è un canale della Bassa parmense, affluente di sinistra dell'Enza. 
Il corso d'acqua drena terreni della pianura a ovest del torrente  Enza e a nord della via Emilia. Il canale fa parte dei corsi d'acqua segnalati come meritevoli di tutela dalla regione Emilia-Romagna.

## Corso
Inizia il suo corso nelle campagne a sud di Sorbolo presso la Strada Statale 62 della Cisa nel comune di Sorbolo, come prosecuzione del cavo Chiozza (o Chiozzola) che a sua volta trae origine nei pressi di San Donato. Prosegue il suo corso in direzione nord e separa gli abitati di Sorbolo e Enzano dalle frazioni di Frassinara. A Sud di Coenzo il suo corso devia in modo netto verso est per immettersi nell'Enza. Il canale è protetto da argini a partire dalla confluenza della Fossa Marza per 6,4 km fino alla foce nei cui pressi è ubicata una chiavica antirigurgito. 